# Републикански път III-122
Републикански път IIІ-122 е третокласен път, част от републиканската пътна мрежа на България, изцяло на територията на област Видин. Дължината му е 37,9 км.
Пътят започва от 26,4 км на Републикански път II-12 в центъра на град Брегово и тръгва на север. Минава през селата Балей и Куделин и завива на изток, достига до река Дунав при село Връв, завива на югоизток и продължава покрай десният бряг на реката. Минава през селата Ново село и Флорентин, завива на юг и през селата Неговановци и Капитановци достига до 3,7 км на Републикански път I-1 северно от град Видин.
На 37,2 км наляво се отклонява Републикански път III-1221, който през селата Покрайна, Антимово и Кутово достига до село Кошава.
| Пътища, отклоняващи се надясно (населено място, № на пътя, посока на пътя) | Км   | Пътища, отклоняващи се наляво (посока на пътя, № на пътя, населено място) |
| -------------------------------------------------------------------------- | ---- | ------------------------------------------------------------------------- |
| Община Брегово, гр. Брегово, II-12, 26,4 км →                              | 0,0  | → 26,4 км, II-12, гр. Брегово, Община Брегово                             |
| с. Балей                                                                   | 4,5  | с. Балей                                                                  |
| с. Куделин                                                                 | 6,5  | с. Куделин                                                                |
| с. Връв                                                                    | 12   | с. Връв                                                                   |
| Община Ново село                                                           | 14,3 | Община Ново село                                                          |
| с. Ново село                                                               | 17,2 | с. Ново село                                                              |
| с. Флорентин                                                               | 24,1 | с. Флорентин                                                              |
|                                                                            | 27,9 | → общински път (за с. Ясен                                                |
| (за с. Винарово) общински път с. Неговановци ←                             | 29   | с. Неговановци                                                            |
| Община Видин                                                               | 31,5 | Община Видин                                                              |
| (за с. Иново) общински път с. Капитановци ←                                | 36   | → с. Капитановци, общински път (за с. Покрайна)                           |
|                                                                            | 37,2 | → 0 км, III-1221 (за с. Кошава)                                           |
| 3,7 км на I-1 ←                                                            | 37,9 | ← 3,7 км на I-1                                                           |